# Кишкарены
Кишкарены (рум. Chişcăreni, Кишкэре́нь) — село в Сынжерейском районе Молдавии. Является административным центром коммуны Кишкарены, включающей также сёла Николаевка и Слобозия-Кишкарены.

## История
До 9 января 1956 года село являлось административным центром упразднённого Кишкаренского района.
С 8 августа 1955 года по 22 января 1992 года называлось Лазо. В 1992 году селу было возвращено историческое название Кишкэрень.

## География
Село расположено на высоте 96 метров над уровнем моря.

## Население
По данным переписи населения 2004 года, в селе Кишкэрень проживает 4279 человек (2018 мужчин, 2261 женщина).
Этнический состав села:
| Национальность | Число жителей | Процентный состав |
| -------------- | ------------- | ----------------- |
| молдаване      | 4025          | 94.06             |
| украинцы       | 139           | 3.25              |
| румыны         | 64            | 1.5               |
| русские        | 34            | 0.79              |
| поляки         | 2             | 0.05              |
| болгары        | 1             | 0.02              |
| прочие         | 14            | 0.33              |
| Всего          | 4279          | 100 %             |